# Leichtathletik-Europameisterschaften 1994/100 m Hürden der Frauen

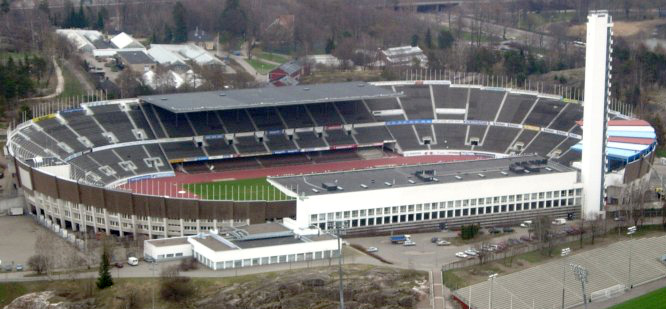
Das Olympiastadion von Helsinki im Jahr 2005

Der 100-Meter-Hürdenlauf der Frauen bei den Leichtathletik-Europameisterschaften 1994 wurde am 8. und 9. August 1994 im Olympiastadion der finnischen Hauptstadt Helsinki ausgetragen.
Für die bulgarischen Hürdensprinterinnen gab es in diesem Wettbewerb mit Gold und Bronze zwei Medaillen. Europameisterin wurde die frühere Mehrkämpferin Swetla Dimitrowa, die nach einer Sperre wegen Dopingmissbrauchs wieder startberechtigt war.
Rang zwei belegte die Russin Julija Graudyn.
Bronze ging an die Weltrekordinhaberin Jordanka Donkowa, die in der Vergangenheit bereits zahlreiche Erfolge errungen hatte, unter anderem Olympiagold 1988, Olympiabronze 1992, EM-Silber 1982 und EM-Gold 1986.

## Bestehende Rekorde
| Weltrekord           | 12,21 s | Jordanka Donkowa | Stara Sagora, Bulgarien      | 20. August 1988 |
| Europarekord         | 12,21 s | Jordanka Donkowa | Stara Sagora, Bulgarien      | 20. August 1988 |
| Meisterschaftsrekord | 12,38 s | Jordanka Donkowa | EM Stuttgart, BR Deutschland | 29. August 1986 |

Die Windbedingungen verhinderten in diesem Wettbewerb bessere Zeiten. In allen Halbfinalrennen sowie dem Finallauf gab es zum Teil sogar erhebliche Gegenwinde. So wurde der bestehende EM-Rekord hier nicht erreicht. Die schnellste Zeit erzielte die spätere Europameisterin Swetla Dimitrowa aus Bulgarien im ersten Halbfinale bei einem Gegenwind von 0,4 m/s mit 12,60 s, womit sie 22 Hundertstelsekunden über dem Rekord blieb. Zum Welt- und Europarekord fehlten ihr 39 Hundertstelsekunden.

## Legende
| DNS | nicht am Start (did not start) |

## Vorrunde
8. August 1994
Die Vorrunde wurde in vier Läufen durchgeführt. Die ersten drei Athletinnen pro Lauf – hellblau unterlegt – sowie die darüber hinaus vier zeitschnellsten Läuferinnen – hellgrün unterlegt – qualifizierten sich für das Halbfinale.

### Vorlauf 1
Wind: −0,4 m/s
| Platz | Name              | Nation         | Zeit (s) |
| ----- | ----------------- | -------------- | -------- |
| 1     | Jackie Agyepong   | Großbritannien | 12,97    |
| 2     | Marina Asjabina   | Russland       | 12,98    |
| 3     | Nadeschda Bodrowa | Ukraine        | 13,12    |
| 4     | Monica Grefstad   | Norwegen       | 13,19    |
| 5     | Lidija Jurkowa    | Belarus        | 13,35    |
| 6     | Isabel Pereira    | Portugal       | 13,45    |
| 7     | Jutta Kemila      | Finnland       | 13,49    |

### Vorlauf 2
Wind: −1,9 m/s
| Platz | Name                  | Nation      | Zeit (s) |
| ----- | --------------------- | ----------- | -------- |
| 1     | Swetla Dimitrowa      | Bulgarien   | 12,72    |
| 2     | Brigita Bukovec       | Slowenien   | 12,96    |
| 3     | Kristin Patzwahl      | Deutschland | 13,21    |
| 4     | Maria José Mardomingo | Spanien     | 13,24    |
| 5     | Monique Éwanjé-Épée   | Frankreich  | 13,29    |
| 6     | Sandra Barreiro       | Portugal    | 13,44    |
| 7     | Guðrún Arnardóttir    | Island      | 13,53    |

### Vorlauf 3
Wind: +1,1 m/s
| Platz | Name                  | Nation         | Zeit (s) |
| ----- | --------------------- | -------------- | -------- |
| 1     | Tatjana Reschetnikowa | Russland       | 12,89    |
| 2     | Julie Baumann         | Schweiz        | 12,91    |
| 3     | Anne Piquereau        | Frankreich     | 13,27    |
| 4     | Samantha Farquharson  | Großbritannien | 13,33    |
| 5     | Erica Niculae         | Rumänien       | 13,52    |
| 6     | Iina Pekkola          | Finnland       | 13,72    |
| DNS   | Elizabeta Pavlovska   | Mazedonien     |          |

### Vorlauf 4
Wind: +0,8 m/s
| Platz | Name              | Nation         | Zeit (s) |
| ----- | ----------------- | -------------- | -------- |
| 1     | Julija Graudyn    | Russland       | 12,93    |
| 2     | Carla Tuzzi       | Italien        | 13,03    |
| 3     | Jordanka Donkowa  | Bulgarien      | 13,06    |
| 4     | Nadège Joseph     | Frankreich     | 13,23    |
| 5     | Clova Court       | Großbritannien | 13,23    |
| 6     | Sylvia Dethiér    | Belgien        | 13,45    |
| 7     | Véronique Linster | Luxemburg      | 13,68    |

## Halbfinale
9. August 1994
Aus den beiden Halbfinalläufen qualifizierten sich die jeweils ersten vier Athletinnen – hellblau unterlegt – für das Finale.

### Lauf 1
Wind: −0,4 m/s
| Platz | Name              | Nation         | Zeit (s) |
| ----- | ----------------- | -------------- | -------- |
| 1     | Swetla Dimitrowa  | Bulgarien      | 12,60    |
| 2     | Julija Graudyn    | Russland       | 12,78    |
| 3     | Julie Baumann     | Schweiz        | 12,82    |
| 4     | Anne Piquereau    | Frankreich     | 12,93    |
| 5     | Clova Court       | Großbritannien | 13,04    |
| 6     | Carla Tuzzi       | Italien        | 13,05    |
| 7     | Monica Grefstad   | Norwegen       | 13,11    |
| 8     | Nadeschda Bodrowa | Ukraine        | 13,15    |

### Lauf 2
Wind: −1,9 m/s
| Platz | Name                  | Nation         | Zeit (s) |
| ----- | --------------------- | -------------- | -------- |
| 1     | Tatjana Reschetnikowa | Russland       | 12,92    |
| 2     | Brigita Bukovec       | Slowenien      | 12,94    |
| 3     | Jordanka Donkowa      | Bulgarien      | 13,08    |
| 4     | Jackie Agyepong       | Großbritannien | 13,28    |
| 5     | Kristin Patzwahl      | Deutschland    | 13,31    |
| 6     | Maria José Mardomingo | Spanien        | 13,35    |
| 7     | Marina Asjabina       | Russland       | 13,42    |
| 8     | Nadège Joseph         | Frankreich     | 13,44    |

## Finale

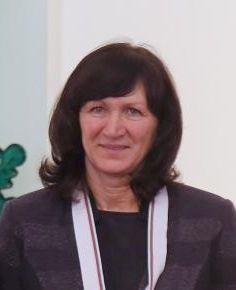
Mit Bronze fügte Jordanka Donkowa (hier im Jahr 2013) ihren zahlreichen Medaillen aus internationalen Großereignissen eine weitere hinzu

9. August 1994
Wind: −1,7 m/s
| Platz | Name                  | Nation         | Zeit (s) |
| ----- | --------------------- | -------------- | -------- |
| 1     | Swetla Dimitrowa      | Bulgarien      | 12,72    |
| 2     | Julija Graudyn        | Russland       | 12,93    |
| 3     | Jordanka Donkowa      | Bulgarien      | 12,93    |
| 4     | Brigita Bukovec       | Slowenien      | 13,01    |
| 5     | Tatjana Reschetnikowa | Russland       | 13,06    |
| 6     | Julie Baumann         | Schweiz        | 13,10    |
| 7     | Jackie Agyepong       | Großbritannien | 13,17    |
| 8     | Anne Piquereau        | Frankreich     | 13,25    |

## Videolink
- 4804 European Track & Field 100m Hurdles, youtube.com, abgerufen am 3. Januar 2023